# Remi Wolf
Remi Francis Wolf (Palo alto, 2 de febrero de 1996) es una cantante y compositora estadounidense. En 2014, durante su último año en Palo Alto High School, apareció como concursante en American Idol. Después de completar sus estudios en la Escuela de Música de USC Thornton en 2018, hizo su debut en solitario con su EP autoeditado You're A Dog!, lanzado en octubre de 2019. Posteriormente, Wolf lanzó su segundo EP y su debut en un sello importante, I'm Allergic To Dogs!, en Island Records y Virgin EMI Records en junio de 2020, seguido de su álbum de estudio debut, Juno, en octubre de 2021.

## Biografía
Nació en Palo Alto, California de madre siciliana y padre ruso-persa. Alrededor de los ocho años se interesó en el esquí de competición y representó a los EE. UU. en esquí alpino en los Juegos Olímpicos de la Juventud durante dos años consecutivos. Cuando tenía 14 años, formó su primera banda con un amigo llamado Remi y Chloe (más tarde, Remi, Chloe y The Extracts). En su último año de secundaria, apareció como concursante durante las rondas de audición en la decimotercera temporada de American Idol en 2014, pero sin ningún despido formal, no volvió a aparecer más tarde en el programa. A los 17 años, se mudó a Los Ángeles, donde asistió a la USC Thornton School of Music y se graduó en 2018 a los 22 años.

### Vida personal
Remi es bisexual. Tiene su sede en Los Ángeles, California, desde alrededor de 2014. En junio de 2020, ingresó en rehabilitación por problemas de alcoholismo. Afirma haber estado sobria desde entonces, y que en ocasiones pasadas bebía con frecuencia hasta el punto de perder el conocimiento; aunque podía desenvolverse fácilmente en la vida diaria, había comenzado a pelear con familiares, amigos y colaboradores.

## Carrera
Conoció al productor Jared Solomon (también conocido como Solomonophonic) mientras estaba en la universidad y comenzó a colaborar con él a partir de entonces. Su primer sencillo, "Guy", fue producido por Solomon y lanzado en el 2019. Tras el éxito de esa canción, Wolf abrió para Still Woozy en su gira en abril de ese año. También realizó una gira con Cautious Clay y actuó tanto en el Festival de Libros de Los Angeles Times más tarde en 2019. Lanzó su primer EP, ¡Eres un perro!, en septiembre de 2019. Más tarde firmó con Island Records, una división de Universal Music Group.
Su primer sencillo como firmante de Island, "Woo!", Fue lanzado en abril de 2020. A esto le siguieron los sencillos "Photo ID"  y "Disco Man". Esas pistas continuarían apareciendo en el segundo EP de Wolf, I'm Allergic to Dogs, lanzado en junio de 2020 a través de Island. "Photo ID" acumuló numerosas reproducciones y acciones en TikTok a lo largo de 2020. En noviembre de 2020, su sencillo, "Hello Hello Hello" apareció en un anuncio del iPhone 12. En mayo de 2021, lanzó We Love Dogs!, un EP de remixes con apariciones especiales de artistas como Sylvan Esso, Beck, Dominic Fike, Hot Chip y otros.
Más tarde, en 2021, Wolf comenzó a lanzar nuevos sencillos, incluidos "Liquor Store", "Grumpy Old Man" y "Quiet on Set". Estos aparecerían en su álbum de estudio debut con un sello importante, Juno, lanzado a través de Island en octubre de 2021. En marzo de 2022, lanzó el sencillo "Pool" con Still Woozy. Más tarde ese año, abrió para Lorde en la etapa norteamericana de su gira "Solar Power". En junio de 2022,  lanzó una versión deluxe de Juno con 4 pistas adicionales. Ese mes, realizó una gira por toda Europa, incluida una parada en el festival Firenze Rocks en Florencia, Italia, donde actuó con Red Hot Chili Peppers y Nas. Esas fechas constituyeron la primera etapa de la gira "GWINGLE GWONGLE" de Wolf, que tuvo paradas en América del Norte más tarde en el otoño de 2022. En agosto de 2022, en colaboración con Spotify, Wolf lanzó Live at Electric Lady EP, una colección de seis canciones en vivo, incluida una versión de "Pink + White" de Frank Ocean. En noviembre de 2022, Wolf anunció su primera gira por Australia y Nueva Zelanda durante la cual está programada para tocar en múltiples festivales y en varios espectáculos principales en diciembre de 2022 y enero de 2023. Wolf actuó en el 22º Festival de Música y Artes de Coachella Valley en abril de 2023.

## Arte
Musicalmente, Wolf se presenta en lo que ella describe como un género "funky soul pop". En una entrevista de 2021, afirmó que quiere "intentar constantemente innovar el sonido de la música pop" y "borrar las reglas del pop".The New York Times escribió que ella convierte el género Lo-fi en "explosiones hipercolores". Ella cita a Still Woozy, SZA y John Mayer como influencias musicales.

## Discografía

### Álbumes de estudio
| Título    | Detalles                                                       |
| --------- | -------------------------------------------------------------- |
| Juno      | - Lanzado: 15 de octubre de 2021 - Discografía: Island Records |
| Big Ideas | - Lanzado: 12 de julio de 2024 - Discografía: Island Records   |

### EPs
| Título                | Detalles                                                          |
| --------------------- | ----------------------------------------------------------------- |
| You're a Dog!         | - Lanzado: 20 de septiembre de 2019 - Discografía: Island Records |
| I'm Allergic to Dogs! | - Lanzado: 24 de junio de 2020 - Discografía: Island Records      |
| We Love Dogs!         | - Lanzado: 5 de mayo de 2021 - Discografía: Island Records        |